# Lycodon albofuscus
Lycodon albofuscus is een slang uit de familie toornslangachtigen en de onderfamilie Colubrinae.

## Naam en indeling
De wetenschappelijke naam van de soort werd voor het eerst voorgesteld door André Marie Constant Duméril, Gabriel Bibron en Auguste Henri André Duméril in 1854. Lycodon albofuscus was lange tijd de enige soort uit het monotypische geslacht Lepturophis maar wordt tegenwoordig tot de wolfstandslangen (Lycodon) gerekend.
Oorspronkelijk werd de wetenschappelijke naam Sphecodes albo-fuscus gebruikt. Later werd het dier aan het geslacht Ophites toegekend.

## Verspreiding en habitat
Lepturophis albofuscus komt voor in delen van Azië en leeft in de landen Indonesië, Maleisië en Thailand.
De habitat bestaat uit vochtige tropische en subtropische laaglandbossen. De soort is aangetroffen tot op een hoogte van ongeveer 600 meter boven zeeniveau.

## Beschermingsstatus
Door de internationale natuurbeschermingsorganisatie IUCN is de beschermingsstatus 'veilig' toegewezen (Least Concern of LC).